# Chytonix viridimusca
Chytonix viridimusca là một loài bướm đêm trong họ Noctuidae.